# Opportunistische infectie
Een opportunistische infectie is een infectie die kan optreden bij mensen met een verminderde afweer, als iemand ziek is en verzwakt is ten opzichte van de normale toestand. Doordat het immuunsysteem niet correct functioneert is het mogelijk dat zelfs weinig agressieve ziekteverwekkers een kans krijgen iemand ziek te maken. Het gaat dan om ziekteverwekkers die gezonde personen niet ziek kunnen maken omdat ze niet pathogeen genoeg zijn. Dit soort infecties zijn om deze reden dan ook bijna nooit besmettelijk voor mensen met een goed immuunsysteem.
Bij de ziekte aids, waarbij de ziekte het immuunsysteem aantast, zijn deze opportunistische infecties in het bijzonder van belang. Een aantal ziekten die bij aidspatiënten veel voorkomen zijn verder eigenlijk alleen bekend van patiënten van wie het immuunsysteem met medicijnen wordt onderdrukt (dit gebeurt vaak bij transplantaties, om te voorkomen dat het lichaam het nieuwe lichaamsdeel afstoot), of bij mensen die met agressieve middelen behandeld worden tegen kanker. Het zijn bij aids ook meestal deze opportunistische infecties die uiteindelijk het overlijden van de patiënt veroorzaken, niet de directe gevolgen van de hiv-infectie.
Ook veel van de sterfgevallen door griep zijn het rechtstreekse gevolg van opportunistische infecties; het griepvirus zelf doodt slechts zelden.
Enkele bekende opportunistische infecties zijn:
- Candida albicans: veroorzaakt candidiasis of spruw, in het bijzonder in de mond en de keel
- Mycobacterium tuberculosis: de bacterie die tuberculose veroorzaakt
- Pseudomonas aeruginosa: een ziekenhuisbacterie, gaat soms gepaard met ecthyma gangraenosum
- Salmonella: veroorzaakt "voedselvergiftigingen"
- Staphylococcus aureus: veroorzaakt infecties; doet zich met name voor op de huid en in de neus, maar kan ook leiden tot bloedstroominfectie